# Сюзяыб
Сюзяыб — деревня в Корткеросском районе республики Коми в составе сельского поселения Богородск.

## География
Расположена на правом берегу реки Вишера примерно в 65 км по прямой на северо-восток от районного центра села Корткерос.

## История
Известна с 1608 года как деревня Сужаиб, в 1859  году Сужаибская (Сюзя-ыб). В переводе с коми совиная возвышенность . 

## Население
Постоянное население  составляло 200 человек (коми 95%) в 2002 году, 170 в 2010 .